# Aek Nangali
Aek Nangali is een bestuurslaag in het regentschap Mandailing Natal van de provincie Noord-Sumatra, Indonesië. Aek Nangali telt 1108 inwoners (volkstelling 2010).